# Amiserica krausei
Amiserica krausei är en skalbaggsart som beskrevs av Ahrens 2004. Amiserica krausei ingår i släktet Amiserica och familjen Melolonthidae. Inga underarter finns listade i Catalogue of Life.